# Eupithecia geroldiata
Eupithecia geroldiata är en fjärilsart som beskrevs av Fuchs 1900. Eupithecia geroldiata ingår i släktet Eupithecia och familjen mätare. Inga underarter finns listade i Catalogue of Life.